# Чемберлиташ (площадь)

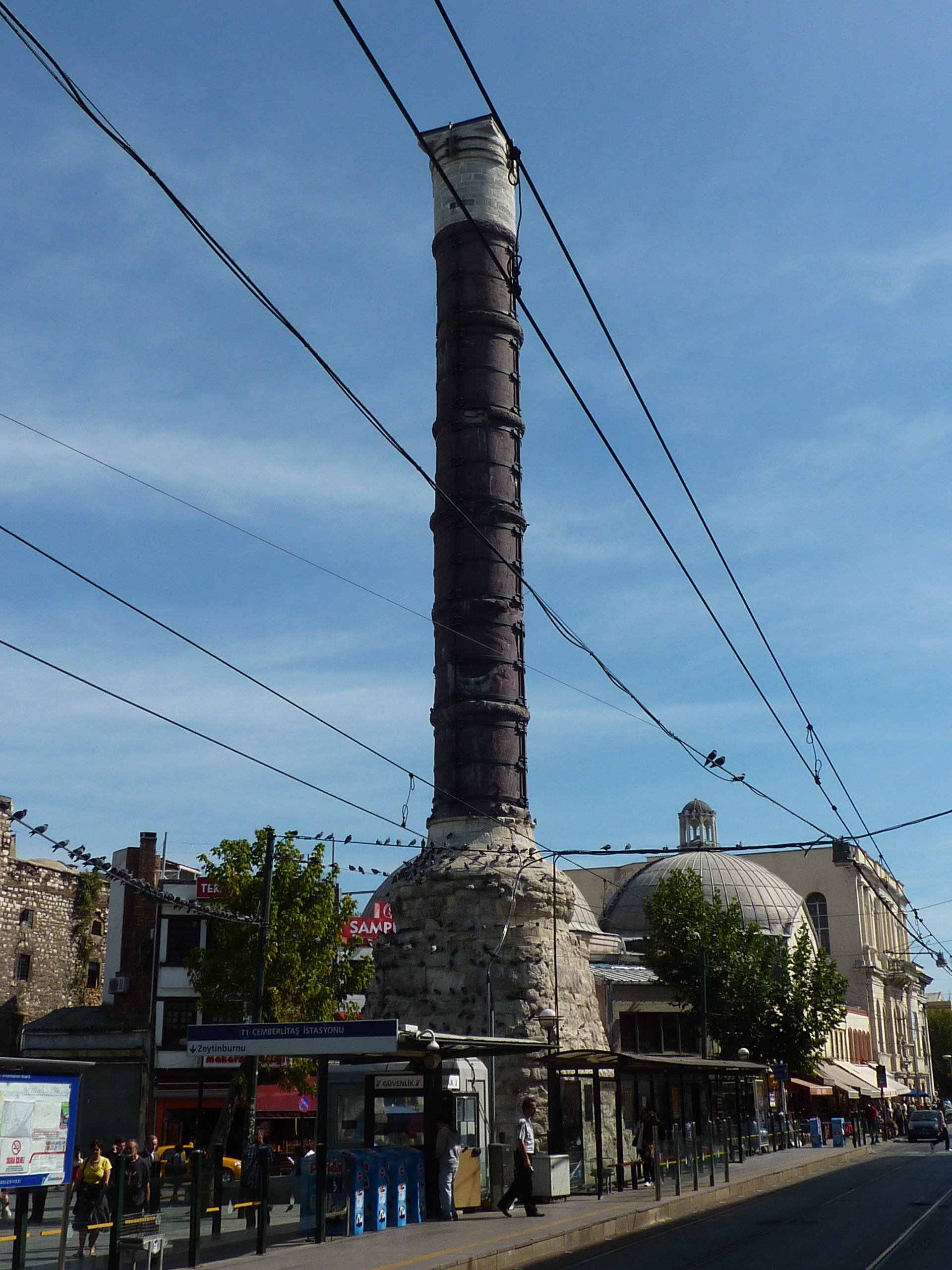
Колонна Константина

Пло́щадь Чемберлита́ш (тур. Çemberlitaş Meydanı) — площадь в старой части Стамбула (микрорайон Чемберлиташ района Фатих). На этой площади расположены колонна Константина (Чемберлиташ), мечеть Нуросмание, центральные ворота Гранд-Базара.

## Колонна Константина (Чемберлиташ)
Площадь Чемберлиташ находится на месте древнего форума императора Константина, из всех сооружений которого частично уцелела только колонна Константина, построенная около 330 года.Изначально колонна была высотой 35 метров и служила постаментом для статуи императора, но во время урагана 1106 года статуя была разрушена.
Современное название колонны — Чемберлиташ, что означает «опоясанная колонна» или «обожжённая колонна», данные названия связаны с железными обручами, стягивающими колонну и регулярными пожарами, от которых эта колонна пострадала.